# بحيرة تيوراتي

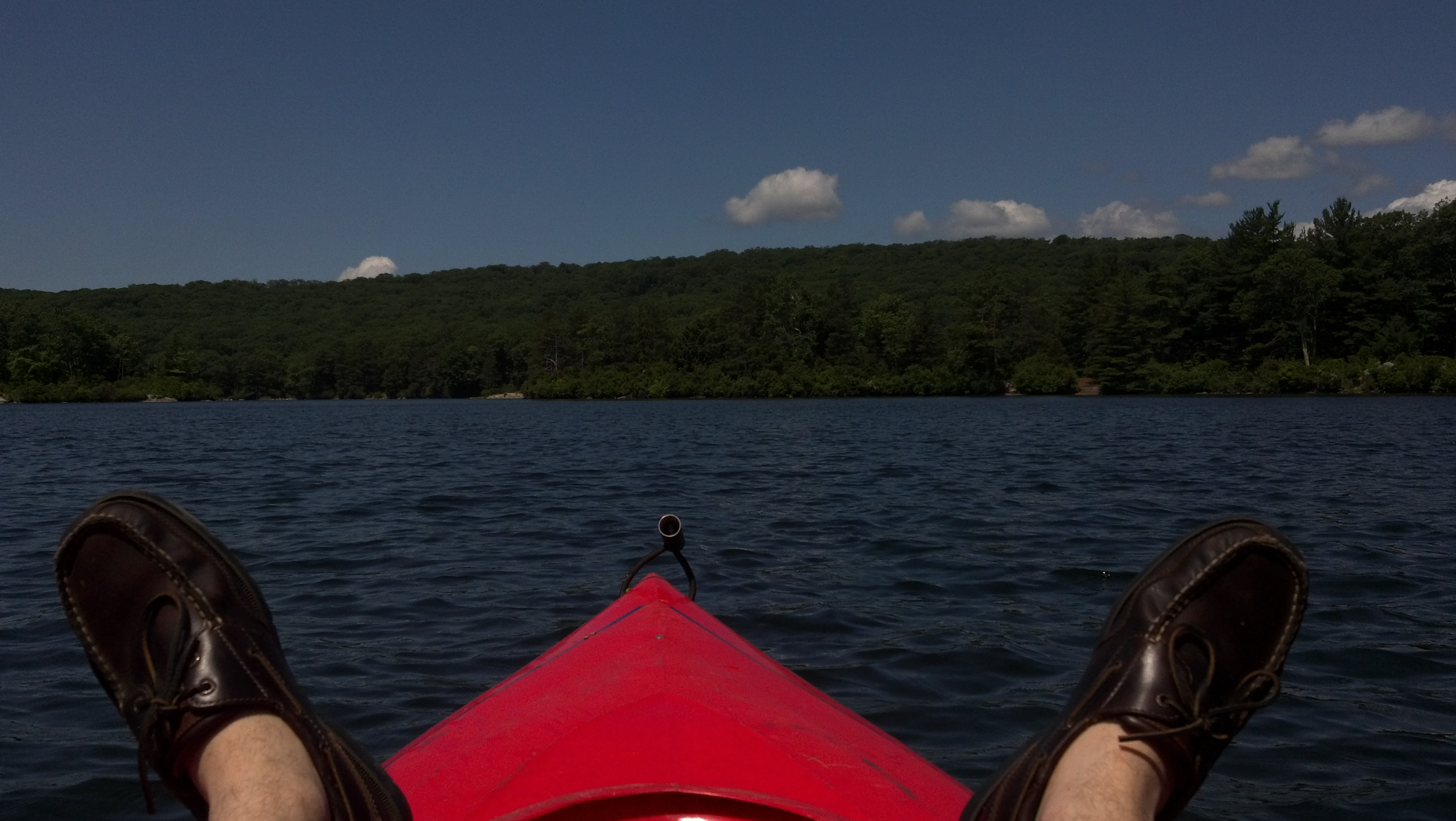
مركب في زورق الكاياك يواجه الشمال الغربي على بحيرة تيوراتي. توجد أكبر جزيرة في بحيرة تيوراتي في الخلفية على اليمين

بحيرة تيوراتي، تعتبر واحدة من البحيرات الرئيسية السبع في حديقة هاريمان العامة، الواقعة في مقاطعة أورانج، نيويورك.إنها بحيرة صناعية، تم إنشاؤها عن طريق تجريف المستنقعات  وبناء سد خرساني. اسم تيوراتي يعني «أزرق مثل السماء». واسمه هو كلمة ألجونكوين التي تعني «مثل السماء».

## وصول
يمكن الوصول إلى بحيرة تيوراتي من مخرج 16 على طريق باليساديس الطريق السريع باركواي. ومع ذلك، يتم إغلاق هذا المخرج خلال فصل الشتاء.

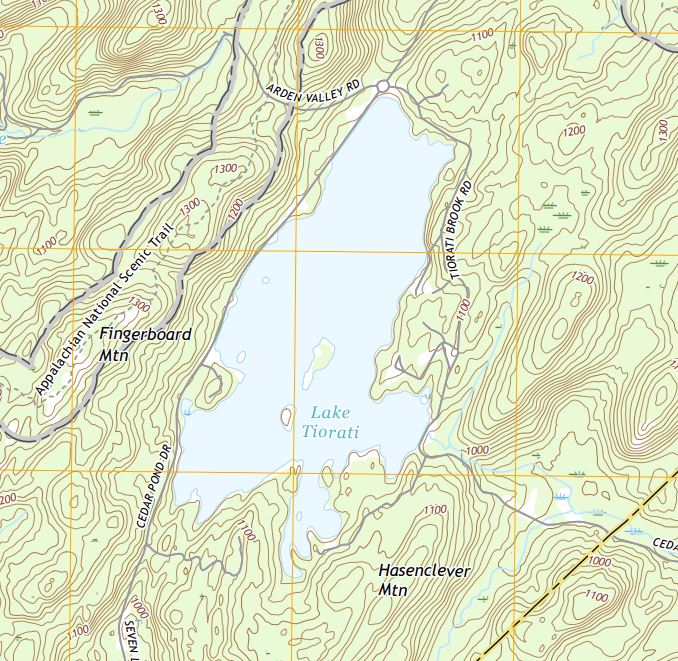
مقتطف من سلسلة POPOLOPEN LAKE التابعة لـ USGS ، NY QUADRANGLE ، 7.5 دقيقة

## الحيوانات
من بين الأسماك التي يمكن العثور عليها في بحيرة تيوراتي هي سمك ارجموث وسمك سمولماوث، بلوجيل، بولهيد، بذور اليقطين، الفرخ الأبيض والأصفر، وسلسلة بيكريل. البحيرة هي موقع شهير لصيد الأسماك على الجليد.

## أنشطة
يوجد شاطئ عام في الطرف الشمالي من البحيرة، تحتفظ به لجنة متنزة باليساديس بين الولايات، والذي يستخدمه السباحون بكثرة. توجد أيضًا مواقع تخييم بالقرب من الشاطئ. تعد رياضة المشي لمسافات طويلة نشاطًا متكررًا على المسارات حول البحيرة.
يقع إطلاق القوارب المقيدة الوصول للقوارب والتجديف والزوارق في الركن الجنوبي الشرقي من البحيرة على طريق تيوراتي بروك. يجب شراء تصريح ملصق القارب من لجنة متنزة باليساديس بين الولايات، ويجب شراء مفتاح للوصول إلى إطلاق قارب تيوراتي. تُباع تصاريح القوارب ومفاتيح إطلاق القوارب في مكتب تيوراتي بارك (يقع في دائرة تيوراتي عند التقاطع بين سفن ليكس درايف وطريق تيوراتي بروك وطريق أردن فالي).

## جيولوجيا
تمت دراسة التكوينات الجيولوجية بالقرب من البحيرة من قبل العلماء الباحثين عن الانجراف القاري.

## تاريخ
في عام 1983 تم العثور على جثة تاجر السلاح المليونير المقتول جورج إم بيري طافية في بحيرة تيوراتي.